# Puchar Niemiec w piłce siatkowej mężczyzn (2017/2018)
Puchar Niemiec w piłce siatkowej mężczyzn 2017/2018 (niem. DVV-Pokal 2017/2018) – 46. sezon rozgrywek o siatkarski Puchar Niemiec. Zainaugurowany został 21 października 2017 roku i trwał do 4 marca 2018 roku. Brały w nich udział kluby z 1. Bundesligi, 2. Bundesligi i 3. Ligi.
Rozgrywki składały się z rundy kwalifikacyjnej, 1/8 finału, ćwierćfinałów, półfinałów oraz finału. Drużyny grające w 1. Bundeslidze zmaganie rozpoczęły od 1/8 finału.
Finał odbył się 4 marca 2018 roku w SAP Arena w Mannheim. Puchar Niemiec zdobył klub VfB Friedrichshafen, pokonując w finale Volleyball Bisons Bühl. MVP spotkania finałowego wybrany został Japończyk Masahiro Yanagida.

## Drużyny uczestniczące
| 1. Bundesliga 11 drużyn         | 1. Bundesliga 11 drużyn |
| ------------------------------- | ----------------------- |
| Bergische Volleys               | ćwierćfinał             |
| Berlin Recycling Volleys        | ćwierćfinał             |
| Hypo Tirol Alpenvolleys Haching | 1/8 finału              |
| Netzhoppers SolWo Königspark KW | ćwierćfinał             |
| SVG Lüneburg                    | ćwierćfinał             |
| SWD powervolleys Düren          | 1/8 finału              |
| TSV Herrsching                  | półfinał                |
| TV Rottenburg                   | 1/8 finału              |
| United Volleys Rhein-Main       | półfinał                |
| VfB Friedrichshafen             | zwycięstwo              |
| Volleyball Bisons Bühl          | finał                   |

| 2. Bundesliga Nord 3 drużyny | 2. Bundesliga Nord 3 drużyny |
| ---------------------------- | ---------------------------- |
| Helios Grizzlys Giesen       | 1/8 finału                   |
| SV Lindow-Gransee            | runda kwalifikacyjna         |
| VV Humann Essen              | runda kwalifikacyjna         |
| 2. Bundesliga Süd 2 drużyny  |                              |
| SSC Karlsruhe                | 1/8 finału                   |
| TG 1862 Rüsselsheim II       | 1/8 finału                   |

| Dritte Liga Nord 1 drużyna | Dritte Liga Nord 1 drużyna |
| -------------------------- | -------------------------- |
| KMTV Eagles                | 1/8 finału                 |
| Dritte Liga Ost 2 drużyny  |                            |
| ASV Dachau                 | 1/8 finału                 |
| VC Gotha                   | runda kwalifikacyjna       |

## Runda kwalifikacyjna
| Data       | Drużyna 1         | Wynik | Drużyna 2              | Set 1 | Set 2 | Set 3 | Set 4 | Set 5 | Widzów |
| ---------- | ----------------- | ----- | ---------------------- | ----- | ----- | ----- | ----- | ----- | ------ |
| 21.10.2017 | SV Lindow-Gransee | 0:3   | Helios Grizzlys Giesen | 24:26 | 26:28 | 22:25 |       |       | 220    |
| 22.10.2017 | KMTV Eagles       | 3:2   | VV Humann Essen        | 25:17 | 21:25 | 15:25 | 25:17 | 15:12 | 220    |
| 22.10.2017 | SSC Karlsruhe     | 3:0   | VC Gotha               | 25:22 | 25:22 | 25:23 |       |       | 250    |

## 1/8 finału
| Data       | Drużyna 1                       | Wynik | Drużyna 2                 | Set 1 | Set 2 | Set 3 | Set 4 | Set 5 | Widzów |
| ---------- | ------------------------------- | ----- | ------------------------- | ----- | ----- | ----- | ----- | ----- | ------ |
| 08.11.2017 | Helios Grizzlys Giesen          | 0:3   | Volleyball Bisons Bühl    | 21:25 | 16:25 | 16:25 |       |       | 840    |
| 08.11.2017 | KMTV Eagles                     | 1:3   | Bergische Volleys         | 25:22 | 19:25 | 23:25 | 18:25 |       | 500    |
| 08.11.2017 | SSC Karlsruhe                   | 1:3   | United Volleys Rhein-Main | 27:25 | 15:25 | 26:28 | 23:25 |       | 500    |
| 07.11.2017 | ASV Dachau                      | 0:3   | SVG Lüneburg              | 15:25 | 14:25 | 25:27 |       |       | 400    |
| 15.11.2017 | TG 1862 Rüsselsheim II          | 0:3   | VfB Friedrichshafen       | 14:25 | 12:25 | 17:25 |       |       | 283    |
| 08.11.2017 | Berlin Recycling Volleys        | 3:2   | SWD powervolleys Düren    | 22:25 | 22:25 | 25:19 | 25:18 | 15:11 | 3623   |
| 08.11.2017 | Hypo Tirol Alpenvolleys Haching | 2:3   | TSV Herrsching            | 26:24 | 25:15 | 18:25 | 26:28 | 11:15 | 1000   |
| 08.11.2017 | Netzhoppers SolWo Königspark KW | 3:0   | TV Rottenburg             | 25:16 | 25:16 | 25:22 |       |       | 475    |

## Ćwierćfinały
| Data       | Drużyna 1                | Wynik | Drużyna 2                       | Set 1 | Set 2 | Set 3 | Set 4 | Set 5 | Widzów |
| ---------- | ------------------------ | ----- | ------------------------------- | ----- | ----- | ----- | ----- | ----- | ------ |
| 26.11.2017 | Bergische Volleys        | 0:3   | United Volleys Rhein-Main       | 17:25 | 15:25 | 18:25 |       |       | 350    |
| 25.11.2017 | Volleyball Bisons Bühl   | 3:0   | Netzhoppers SolWo Königspark KW | 25:12 | 25:20 | 25:21 |       |       | 741    |
| 25.11.2017 | Berlin Recycling Volleys | 2:3   | TSV Herrsching                  | 25:22 | 25:18 | 20:25 | 25:27 | 13:15 | 3912   |
| 25.11.2017 | VfB Friedrichshafen      | 3:0   | SVG Lüneburg                    | 25:21 | 25:18 | 25:22 |       |       | 1700   |

## Półfinały
| Data       | Drużyna 1                 | Wynik | Drużyna 2           | Set 1 | Set 2 | Set 3 | Set 4 | Set 5 | Widzów |
| ---------- | ------------------------- | ----- | ------------------- | ----- | ----- | ----- | ----- | ----- | ------ |
| 13.12.2017 | United Volleys Rhein-Main | 0:3   | VfB Friedrichshafen | 23:25 | 16:25 | 17:25 |       |       | 1527   |
| 13.12.2017 | Volleyball Bisons Bühl    | 3:1   | TSV Herrsching      | 24:26 | 25:20 | 25:17 | 25:22 |       | 1300   |

## Finał
| Data       | Drużyna 1           | Wynik | Drużyna 2              | Set 1 | Set 2 | Set 3 | Set 4 | Set 5 | Widzów |
| ---------- | ------------------- | ----- | ---------------------- | ----- | ----- | ----- | ----- | ----- | ------ |
| 04.03.2018 | VfB Friedrichshafen | 3:0   | Volleyball Bisons Bühl | 25:20 | 25:8  | 25:21 |       |       | 11354  |